# Pietro Sighel
Pietro Sighel, född 15 juli 1999 i Trento, är en italiensk skridskoåkare som tävlar i short track.

## Karriär
På ungdomsnivå tog Sighel brons på både 500 och 1 500 meter vid junior-VM i Montréal 2019. I januari 2021 vid EM i Gdańsk tog han silver på 500 meter och totaltävlingen samt ytterligare ett silver på 5 000 meter stafett tillsammans med Yuri Confortola, Luca Spechenhauser och Andrea Cassinelli. I mars 2021 vid VM i Dordrecht tog han brons på 500 och 1 000 meter samt 5 000 meter stafett tillsammans med Yuri Confortola, Tommaso Dotti och Luca Spechenhauser.
I februari 2022 tävlade Sighel i sitt första olympiska spel vid OS i Peking. Han var en del av Italiens lag tillsammans med Arianna Fontana, Martina Valcepina och Andrea Cassinelli som tog silver på 2 000 meter mixstafett. Sighel var även med och tog brons tillsammans med Yuri Confortola, Tommaso Dotti och Andrea Cassinelli på 5 000 meter stafett.
I januari 2023 vid EM i Gdańsk tog Sighel guld på 500 meter. Han tog även silver tillsammans med Mattia Antonioli, Tommaso Dotti och Thomas Nadalini i 5 000 meter stafett samt brons tillsammans med Thomas Nadalini, sin syster Arianna Sighel och Arianna Valcepina i 2 000 meter mixstafett. I mars 2023 tog Sighel fyra medaljer vid VM i Seoul. Individuellt tog han guld på 500 meter och silver på 1 500 meter. Sighel var även en del av Italiens lag som tog silver i 5 000 meter stafett och brons i 2 000 meter mixstafett.
I januari 2024 tog Sighel guld i herrarnas samtliga tre individuella grenar vid EM i Gdańsk: 500, 1 000 och 1 500 meter.

## Privatliv
Hans far Roberto Sighel tävlade i skridskolöpning och deltog i fem olympiska spel mellan 1988 och 2002. Hans äldre syster Arianna Sighel tävlar också i short track och deltog vid OS 2022 i Peking.